# Alfonso Fidalgo
Alfonso Fidalgo López (Cembranos, 11 giugno 1969) è un ex atleta paralimpico spagnolo non vedente.

## Biografia
Nato a Cembranos, piccolo paese della Provincia di León, all'età di diciassette anni ha perso in pochi mesi la vista. Ciò lo ha convinto a trasferirsi a Madrid, dove ha incontrato Sinesio Garrachón Burgos, che gli ha aperto la via dello sport, intuendo le qualità del giovane. Divenuto specialista del lancio del disco, del getto del peso e dando prova di ottime qualità anche nel pentathlon e nel giavellotto, per un decennio ha conquistato molte medaglie, di cui cinque d'oro e una d'argento alle Paralimpiadi.
Ha esordito in campo internazionale agli Europei IBSA del 1991. Alle Paralimpiadi di Barcellona 1992 ha conquistato due medaglie d'oro nel disco e nel peso, e da quel momento, fino al suo ritiro, è rimasto campione paralimpico imbattuto come discobolo, replicando l'oro nei Giochi di Atlanta 1996 e nei Giochi di Sydney 2000. In quest'ultima occasione, nel getto del peso, ha ottenuto l'argento, preceduto dal connazionale David Casinos.
Alfonso fidalgo ha due figli. Per vivere si è adattato a vendere biglietti della lotteria (incarico affidatogli dall'ONCE, associazione che in Spagna si occupa dei problemi dei disabili visivi). Ha inoltre prestato opera di massaggiatore. In tempi recenti, con due amici, ha scalato la montagna di Aconcagua, partendo dal versante argentino delle Ande e affrontando una serie di problemi inerenti alla mancanza di vista in altissima quota.

## Palmarès
| Anno | Manifestazione       | Sede       | Evento                    | Risultato | Prestazione | Note |
| ---- | -------------------- | ---------- | ------------------------- | --------- | ----------- | ---- |
| 1991 | Europei IBSA         | Caen       | Getto del peso B1         | Argento   |             |      |
| 1991 | Europei IBSA         | Caen       | Lancio del disco B1       | Oro       |             |      |
| 1992 | Giochi paralimpici   | Barcellona | Getto del peso B1         | Oro       | 11,57 m     |      |
| 1992 | Giochi paralimpici   | Barcellona | Lancio del disco B1       | Oro       | 35,02 m     |      |
| 1993 | Europei IBSA         | Dublino    | Getto del peso B1         | Oro       |             |      |
| 1993 | Europei IBSA         | Dublino    | Lancio del disco B1       | Oro       |             |      |
| 1993 | Europei IBSA         | Dublino    | Pentathlon B1             | Argento   |             |      |
| 1994 | Mondiali paralimpici | Berlino    | Getto del peso B1         | Oro       |             |      |
| 1994 | Mondiali paralimpici | Berlino    | Lancio del disco B1       | Oro       |             |      |
| 1995 | Europei IBSA         | Valencia   | Getto del peso B1         | Oro       |             |      |
| 1995 | Europei IBSA         | Valencia   | Lancio del disco B1       | Oro       |             |      |
| 1995 | Europei IBSA         | Valencia   | Lancio del giavellotto B1 | Bronzo    |             |      |
| 1996 | Giochi paralimpici   | Atlanta    | Getto del peso F10        | Oro       | 13,30 m     |      |
| 1996 | Giochi paralimpici   | Atlanta    | Lancio del disco F10      | Oro       | 40,12 m     |      |
| 2000 | Giochi paralimpici   | Sydney     | Getto del peso F11        | Argento   | 13,76 m     |      |
| 2000 | Giochi paralimpici   | Sydney     | Lancio del disco F11      | Oro       | 42,19 m     |      |

## Onorificenze
- 2006 - Medaglia d'oro dell'Ordine reale del merito sportivo.[2]